# Сотера (Козенца)
Сотера је насеље у Италији у округу Козенца, региону Калабрија.
Према процени из 2011. у насељу је живело 288 становника. Насеље се налази на надморској висини од 63 м.